# 友兼尚也
友兼 尚也（ともかね なおや、1995年6月12日 - ）は、福井県福井市出身のハンドボール選手。日本ハンドボールリーグの大同特殊鋼所属。

## 経歴
北陸高等学校時代は2012年に第5回男子ユースアジア選手権の日本代表U-19に選出。
2013年は3月の全国高等学校ハンドボール選抜大会で優秀選手に選出。全国高等学校総合体育大会ハンドボール競技大会（インターハイ）では優秀選手に選ばれた。大会後の8月には第5回男子ユース世界選手権の日本代表U-19に選出された。
高校卒業後は日本体育大学へ進学。2014年は第2回U-22東アジア選手権の日本代表に選ばれた。
2015年は第20回男子ジュニア世界選手権の日本代表U-21に選出された。同年の関東学生ハンドボール・秋季リーグでは優秀新人賞を受賞。全日本学生ハンドボール選手権大会（インカレ）では優秀選手賞を受賞した。
2016年は第23回世界学生選手権の日本代表U-24に選出。
2017年は第5回U-22東アジア選手権の日本代表に選ばれた。
2018年に日本ハンドボールリーグの大同特殊鋼へ加入。

## 詳細情報

### 年度別成績
| 年       | チーム     | 試合 | FS 阻止 | 率   | 7m 阻止 | 率 |
| -------- | ---------- | ---- | ------- | ---- | ------- | -- |
| 2018-19  | 大同特殊鋼 | 8    | 5/14    | .357 | 0/0     | -  |
| JHL：1年 | JHL：1年   | 8    | 5/14    | .357 | 0/0     | -  |

### JHLプレーオフ
| 年      | チーム     | 試合                       | FS 阻止 | 率 | 7m 阻止 | 率 |
| ------- | ---------- | -------------------------- | ------- | -- | ------- | -- |
| 2018-19 | 大同特殊鋼 | トヨタ車体戦 (1stステージ) | -       | -  | -       | -  |

### 背番号
- 1 (2018年 - )

## 代表歴

### 日本代表U-24
- 世界学生選手権 (2016年)

### 日本代表U-22
- U-22東アジア選手権 (2014年・2017年)

### 日本代表U-21
- ジュニア世界選手権 (2015年)

### 日本代表U-19
- ユース世界選手権 (2013年)
- アジアユース選手権 (2012年)